# Pietro Torrisi
Pietro Torrisi (* 20. Januar 1940 in Catania) ist ein italienischer Stuntman und Schauspieler.

## Leben
Torrisi begann bereits zu Jugendzeiten in seiner Heimatstadt als Bodybuilder und mit dem Gewichtheben und nahm nach Übersiedlung 1961 nach Rom an zahlreichen Meisterschaften teil. 1963 wurde er zum Mister Italia gewählt (bei der anschließenden Wahl zum Mister Universum wurde er Vierter) und begann eine langanhaltende Karriere als Stuntman und Kleindarsteller. Er war einer der Gladiatoren in der kurzlebigen Reihe um „Die zehn Gladiatoren“, zunächst in weiteren der zahlreich produzierten Sandalenfilmen der Cinecittà, später in Italowestern und Abenteuerfilmen. In über 150 Filmen hatte er Auftritte.
Als zu Beginn der 1980er Jahre eine Welle von Barbarenfilmen produziert wurde, erhielt Torrisi unter dem Pseudonym Peter McCoy mehrere Gelegenheiten zu Hauptrollen, in denen eher physische Präsenz als schauspielerisches Können gefragt war.
Während seiner Karriere hatte er mehrere Pseudonyme, so auch Gordon Steve und Peter Thorys.

## Filmografie (Auswahl)
- 1963: Die Revolte der Gladiatoren (I dieci gladiatori)
- 1964: Herkules gegen die Tyrannen von Babylon (Ercole contro i tiranni di Babilonia)
- 1967: Die Zeit der Geier (Il tempo degli avvoltoi)
- 1968: Heute ich… morgen Du! (Oggi a me … domani a te!)
- 1969: Sie kamen zu viert um zu töten (…E vennere in quattro per uccidere Sartana)
- 1969: Zwei Trottel als Revolverhelden (Franco e Ciccio sul sentiero di guerra)
- 1970: Quel maledetto giorno d’inverno
- 1970: Die rechte und die linke Hand des Teufels (Lo chiamavano Trinità)
- 1970: Ein Zirkus und ein Halleluja (I vendicatori dell'Ave Maria)
- 1971: Drei Amen für den Satan (La vendetta è un piatto che si serve freddo)
- 1971: Halleluja pfeift das Lied vom Sterben (Giù le mani… carogna!)
- 1972: 100 Fäuste und ein Vaterunser (Alleluja e Sartana, figli di… Dio)
- 1972: Una cavalla tutta nuda
- 1972: Lo chiamavano Verità
- 1972: Man nennt ihn Sacramento (Sei jellato amico… hai incontrato Sacramento)
- 1972: Pizza, Pater und Pistolen (Posate le pistole, reverendo)
- 1972: Verflucht, verdammt und Halleluja (E poi lo chiamarono il magnifico)
- 1973: Der Barmherzige mit den schnellen Fäusten (Sentivano… uno strano, eccitante, pericoloso puzzo di dollari)
- 1974: Das Mädchen aus der Via Condotti (La ragazza di Via Condotti)
- 1974: Vier Fäuste schlagen wieder zu (Carambola)
- 1974: Zwei wie Pech und Schwefel (… altrimenti ci arrabbiamo!)
- 1975: Nobody ist der Größte (Un genio, due compari, un pollo)
- 1975: Plattfuß räumt auf (Piedone a Hong Kong)
- 1975: Supermänner gegen Amazonen (Superuomini, superdonne, superbotte)
- 1976: Fellinis Casanova (Il Casanova di Federico Fellini)
- 1978: Sie nannten ihn Mücke (Lo chiamavano Bulldozer)
- 1982: Der Bomber (Bomber)
- 1982: Gunan – König der Barbaren (Gunan il guerriero)
- 1983: Das Schwert des Barbaren (Sangraal, la spada di fuoco)
- 1983: The Throne of Fire (Il trono di fuoco)
- 1985: Tex und das Geheimnis der Todesgrotten (Tex e il Signore degli abissi)
- 2004: Germanikus